# Vương Hồng Sển
Vương Hồng Sển (1902–1996), bút hiệu Anh Vương, Vân Đường, Đạt Cổ Trai, là một nhà văn hóa, học giả, nhà sưu tập đồ cổ Việt Nam. Ông được xem là người có hiểu biết sâu rộng về miền Nam và rất được kính trọng trong giới sử học và khảo cổ ở Việt Nam. Khi qua đời ông đã hiến tặng ngôi nhà (Vân đường phủ) và toàn bộ sưu tập đồ cổ của mình cho Nhà nước Việt Nam (tổng cộng 849 cổ vật khác nhau) với hy vọng thành lập một bảo tàng mang tên ông. Năm 2003, Ủy ban nhân dân Thành phố Hồ Chí Minh ra quyết định xếp hạng di tích lịch sử cấp thành phố cho ngôi nhà số 9/1, đường Nguyễn Thiện Thuật, phường 14, Bình Thạnh.

## Tiểu sử
Vương Hồng Sển sinh ngày 27 tháng 9 năm 1902, tại Sóc Trăng, mang 3 dòng máu Kinh, Hoa và Khmer, tên thật là Vương Hồng Thạnh (Vương Hồng Thịnh, 王洪盛), khi làm giấy khai sinh người giữ sổ lục bộ ghi nhầm là Sển (theo cách phát âm tiếng Triều Châu).
Thời học sinh, ông học tại Collège Chasseloup Laubat. Sau khi đậu bằng Brevet Elémentaire, ông làm công chức ngạch thư ký và phục vụ nhiều nơi từ năm 1923 đến năm 1943, trong đó có dinh Thống đốc Nam Kỳ (1939–1943). Từ năm 1948, ông làm Quyền quản thủ Viện Bảo tàng Quốc gia Việt Nam tại Sài Gòn cho đến khi về hưu vào năm 1964.
Ông là người rất ham mê đọc sách và thích ghi chép tất cả những điều tai nghe, mắt thấy. Phần lớn những tác phẩm của ông rút tỉa từ những tài liệu dưới dạng hồi ký mà ông còn giữ gìn được.
Những nhà phê bình nhận xét về văn của ông Vương Hồng Sển như sau: "Giọng tuy nói cà rỡn nửa đùa nửa thật, nửa giấm chua, nửa tiêu ớt, thỉnh thoảng có đôi chỗ chọc cười, cho bớt buồn ngủ. Văn ấy các học giả có tánh lập nghiêm và chưa quen tai, lấy làm khó chịu, nhưng thét rồi cũng phải nhìn nhận, biết nói pha lửng như dọn cơm trong cảnh nghèo, lấy trái ớt tép hành để dễ nuốt cơm và chọc cười cho dễ nhớ, thêm nhớ được lâu.
Hay như Sơn Nam đã nhận xét về ông: "Những gì ông viết ra nhưng trăng trối, có khi chỉ là chuyện lụn vụn "tào lao", "loạn xà ngầu", nhưng với những người đến sau, nó mang một giá trị to lớn, nó chất chứa những niềm say mê và quyến rũ".
Ngay từ thuở nhỏ ông đã sớm biểu lộ sự ưa thích đồ cổ.
Sau khi về hưu, ông chuyên sưu tập các loại sứ gốm cổ, khảo cổ về hát bội, cải lương và cộng tác với đài Vô tuyến Việt Nam với các bút hiệu: Anh Vương, Vân Đường, Đạt Cổ Trai. Ngoài ra, ông còn khảo cứu về các trò chơi cổ truyền: đá dế, chọi gà, chọi cá, chơi chim, trồng kiểng, nghệ thuật chơi cổ ngoạn, nghiên cứu về chuyện tiếu lâm xưa và nay, rất sành về đồ cổ. Có thể nói ông là kho tàng sống về các lãnh vực kể trên.
Trong suốt cuộc đời, ông sưu tầm được hơn 800 cổ vật, trong đó nhiều nhất, độc đáo nhất là đồ gốm men xanh trắng thế kỷ 17–19. Ông đã góp phần đáng kể trong việc xác định niên đại và phân loại một số đồ gốm cũng như hướng dẫn kỹ năng ban đầu cho những người thích sưu tầm đồ cổ. Các công trình nghiên cứu của ông được giới chuyên môn đánh giá cao.
Ngoài ra, những người muốn nghiên cứu về lịch sử miền Nam sẽ tìm thấy trong các tác phẩm của ông một nguồn tài liệu bổ ích qua nhãn quan một chứng nhân thời cuộc nước Việt của thế kỷ 20.
Nói như học giả Nguyễn Hiến Lê: ...Quả như lời Vương quan viết trong bài tựa "Coi vậy mà xài được". Kẻ ít học như tôi (Nguyễn Hiến Lê) còn thấy là xài được gần trọn kia đấy. Chúng ta nên cảm ơn ông đã ghi lại – mặc dầu là hấp tấp trong sự trình bày – vô số tài liệu mà trong mấy chục năm, ông đã tốn công đạp xe máy đi sưu tầm khắp Sài Gòn, Chợ Lớn và các vùng lân cận. Về nhà cân nhắc chọn lựa với tinh thần thận trọng đáng khen: chỗ nào chưa đủ chứng cớ thì tồn nghi...
Ông mất ngày 9 tháng 12 năm 1996 tại Thành phố Hồ Chí Minh, thọ 94 tuổi.

## Di vật

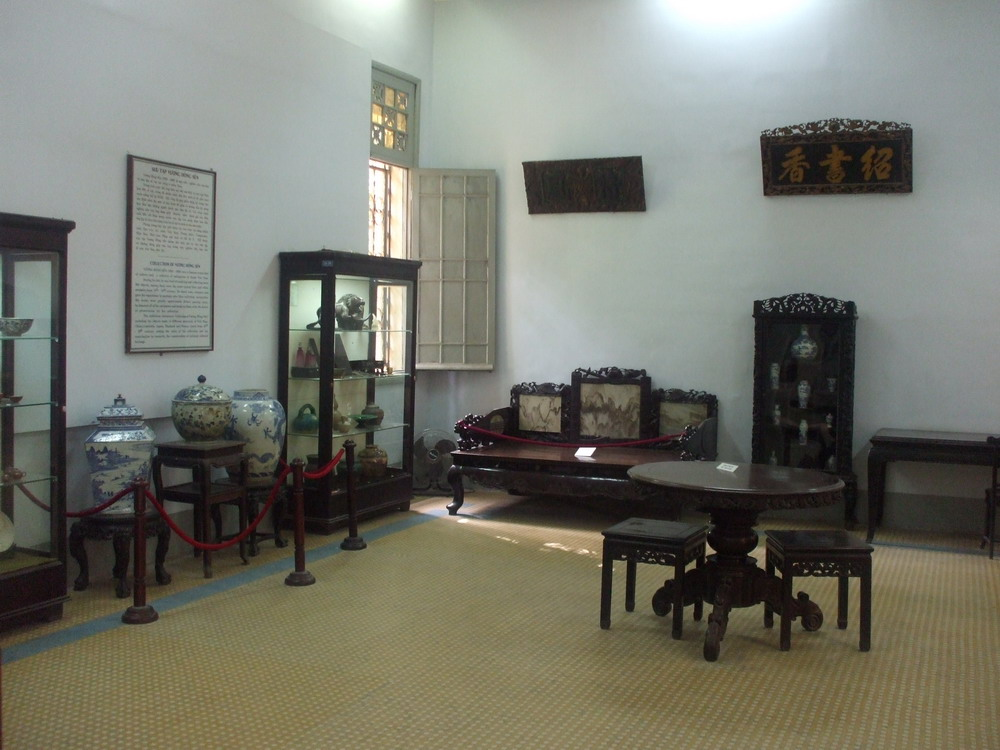
Phòng trưng bày một số cổ vật Vương Hồng Sển trong Bảo tàng Lịch sử Thành phố Hồ Chí Minh

Khi qua đời, ông Vương Hồng Sển đã hiến tặng lại những cổ vật, mà cả đời ông sưu tập được, cho thành phố và mong muốn những di vật này sẽ được trưng bày trong ngôi nhà cổ của ông, trong sự bài trí rất tinh tế và hài hòa với sự cổ xưa của ngôi nhà được biến thành "Nhà lưu niệm Vương Hồng Sển" . Tuy nhiên, từ năm 1996, Sở Văn hóa Thông tin TP Hồ Chí Minh, với sự đồng ý của Ủy ban nhân dân Thành phố đã di dời các cổ vật về quản lý và trưng bày tại Bảo tàng Lịch sử Thành phố, và tại Thư viện Khoa học tổng hợp .
Ngôi nhà của ông ở số 9/1 Nguyễn Thiện Thuật (quận Bình Thạnh, Thành phố Hồ Chí Minh) là do ông bỏ công tìm kiếm và mua nguyên căn nhà cổ kính từ vùng ven Sài Gòn về dựng lại và gần nửa thế kỷ sống tại đó, ông đã bỏ nhiều công sức để tạo bồi cho căn nhà quý mang dáng dấp cổ xưa với những vật liệu trên trăm năm. Ngày 5 tháng 8 năm 2003, Ủy ban nhân dân Thành phố Hồ Chí Minh đã ban hành quyết định xếp hạng ngôi nhà này là di tích cấp thành phố và là di tích kiến trúc nghệ thuật nhà cổ dân dụng truyền thống. Tuy nhiên, vì không được quản lý bảo quản đúng mức nên ngôi nhà "di tích" đã bị xuống cấp trầm trọng và cho đến năm 2012, ngôi nhà vẫn bị chiếm dụng và biến thành quán ốc sầm uất. Bảo tàng Vương Hồng Sển vẫn chưa khởi động.

## Câu nói
"Xã hội có thể tha thứ một con điếm ăn năn nhưng vẫn không dung một ông quan ăn vụng"
"May mà tại gia đã có một ai rồi, không có ai đó, đem ai nầy về, ắt cái khổ còn hơn ai nữa"

## Một số tác phẩm
- Thú chơi sách (1960)

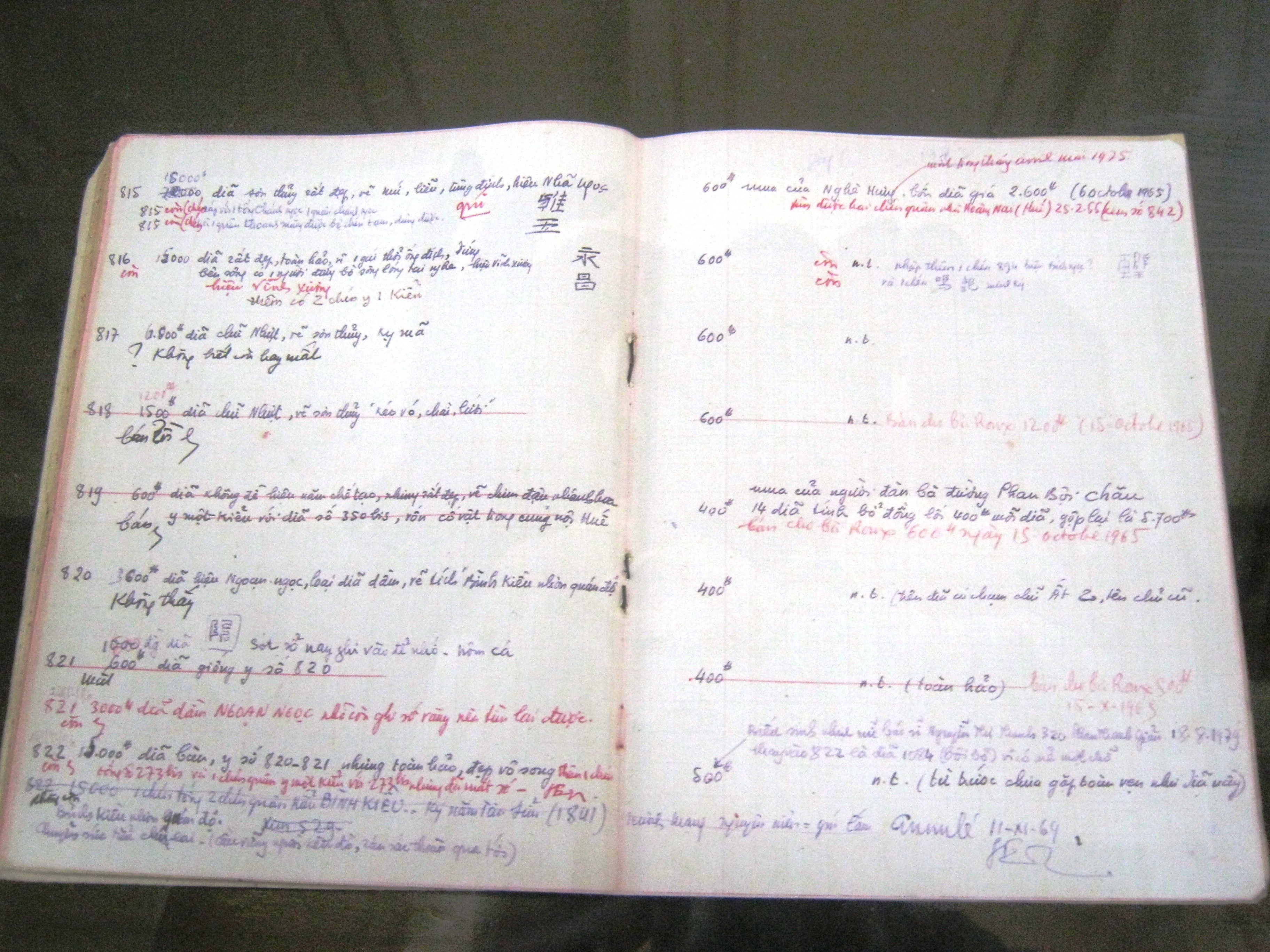
Bút tích của Vương Hồng Sển

- Sài Gòn năm xưa (tập I, II 1960, III 1992)
- Hồi ký 50 năm mê hát (1968)
- Phong lưu cũ mới (1970)
- Thú xem chuyện Tàu (1970)
- Thú chơi cổ ngoạn (1971)
- Chuyện cười cố nhân (1971)
- Khảo về đồ sứ cổ Trung Hoa (1972)
- Cảnh Đức trấn đào lục (1972)
- Cuốn sổ tay của người chơi cổ ngoạn (1972)
- Hơn nửa đời hư (1992)
- Tạp bút năm Nhâm Thân (1992)
- Khảo về đồ sứ từ hậu Lê đến sơ Nguyễn (1993)
- Những đồ sứ do đi sứ mang về (1993)
- Những đồ sứ khác Quốc dụng, Ngự dụng v.v.. (1993)
- Tạp bút năm Quý Dậu (1993)
- Tự vị tiếng Việt miền Nam (1994)
- Nửa đời còn lại (1995)
- Thú ăn chơi
- Khảo về hát bội

Và hàng chục bản thảo khác như: Cuốn sách và tôi, Dở mắm, Tạp bút I, II và III, Cà đo xe, Bên Lề cuốn sách, v.v.
Đến năm 1991, thỉnh thoảng ông vẫn có bài đăng ở các báo, tạp chí.